# Буроло
Буро̀ло (на италиански: Burolo; на пиемонтски: Bureul, Буреул) е село и община в Метрополен град Торино, регион Пиемонт, Северна Италия. Разположено е на 276 m надморска височина. Към 1 януари 2023 г. населението на общината е 1114 души, от които 63 са чужди граждани.

## География, административно деление и население
Буроло се намира на ръба на Мореновия амфитеатър на Ивреа, в източно Канавезе, в североизточната част на Метрополен град Торино, на границата с Провинция Биела. Територията има неправилен геометричен профил, с подчертани височинни вариации, вариращи от min 232 м до max 660 м надм. височина.
Отстои на 50 км от град Торино и на 97 км от град Милано.
Буроло граничи със следните 5 общини: Боленго, Кашинете д'Ивреа,  Торацо, Киаверано и Ивреа.
Има следните подселища (на итал. frazioni): Бутия, Крота, Ферара, Джерманина, Рама и Суза.
Заедно с Боленго, Албиано д'Ивреа и Киаверано Буроло е част от Общност на Сера (Unione Comuni della Sera)
Към 1 януари 2023 г. населението на общината е 1114 души, от които 63 чужди граждани, сред които преобладават тези на Румъния (27 души). Български граждани липсват.

## Топоним
Името му вероятно произлиза от римското лично име Burriolus, както е видно в документи от 1183 г. нататък, в които селището е споменато като Buirolus и Boirol. Настоящето му название идва от формата Burol. Както е видно от други свидетелства, към вече споменатата латинска основа се добавя прилагателният суфикс -ius и така се раждат формите Buyrolius, Buroylius и доста употребяваната Burolius.

## История
За първи път е споменато през 860 г., когато С. Бенвенути пише в „История на Ивреа“ за големия мраз в Burolio, от който замръзнали голяма част от посевите, лозите и дори виното в бъчвите. През 1084 г. в древните монолози на Катедралата на Ивреа се споменава за някоя си Ruspilla di Burolio.
На 25 август 1193 г. консулът на Верчели Джовани Де Бенедети купува Burolio за 150 лири от Суза. През 1300 г. Буроло е феод на Комуната на Верчели, през 1337 г. – на Висконти от Милано, а през 1426 г. – на херцог Амадей VIII Савойски.
През 1570 г. там се заселва родът Чеверис (Ceveris), който се установява в Долния замък (Il Castello basso). На 13 май 1669 г. Буроло става графство, а негов граф е Карл Филип Чеверис.
Подобно на другите комуни в Пиемонт, Буроло също е обект на военните набези на французите и испанците. На 28 август 1704 г. френският генерал Вандом опожарява и разграбва Буроло. По онова време то е пресечено от хълмисти пътища, които позволяват транзита на каравани, пътници и търговия между зоните на Ивреа и на Биела. Те са видими и до днес в големите павета, които пресичат територията от запад на изток и водят до селата Торацо и Сала Биелезе.
Следва период на териториални разпри между различните родове, унищожаване и възстановяване на Буроло.
През 1840 г. там се установява родът Бикиерис (Bichieris) с Раниер I Де Буролио (Ranierus I De Burolio), който се заселва в Горния замък (Castello Alto).

## Икономика
Земеделието е специализирано в производството на зърнени култури, фураж, грозде и други плодове; развъждат се говеда, свине и домашни птици. Промишлеността се състои от малки и средни предприятия, които работят в хранително-вкусовата, опаковъчната, кожната промишленост, дървообработването, печатарството, стъклопроизводството, в металургичния, в машинния сектор, в електрониката, в сферата на производство на прецизни инструменти, на автомобилни аксесоари и в строителството. Третичният сектор е незадоволителен: дистрибуторската мрежа гарантира задоволяването на основните нужди на населението, но липсват по-квалифицирани услуги като банкиране. На територията на Общината има хипермаркет Карфур.

## Забележителности

### Градска архитектура

#### Горен замък
Горният замък (Castello alto) е построен през 1231 г. и е част от укрепителните стени. Той е основно свидетелство за миналото на Буроло, въпреки че от оригиналната структура е останало много малко. Вътре има баронско стълбище с алегорични стенописи.

#### Долен замък (Вила Паста)
Долният замък или Вила Паста през XI век е наблюдателно укрепление. 
През 1590 г. е купена от сем. Чеверис като резиденция и са прибавени частен парк, басейн и частен параклис. Графовете Буронцо и след това сем. Паста придават на вилата сегашния й вид след последния ремонт през 1815 г. 
През 1932 г. става манастир на милосърдните монахини на Непорочното зачатие, които премахват герба на графовете на Буроло и разрушават стария бароков параклис от 1827 г.
Там се намира параклисът на граф Чеверис в готически стил, посветен на светиите Марк и Антоний Падуански и все още използван за честването на Непорочното зачатие на 8 декември. 
От 2009 до 2018 г. вилата е използвана за проект за семейна общност. 
През 2022 г. е дарена на Община Буроло от религиозната конгрегация.
Състои се от основна сграда и други сгради, свързани с нея чрез вътрешни дворове и парк.
Баронеса Олимпия Роси Савио, водеща фигура по време на Втората италианска война за независимост, светско лице, интелектуалка и писателка, живее дълго време във вилата и умира там на 2 декември 1889 г. Буроло е мястото, обичано от сем. Савио. След тежкия траур за загубата на синовете й Емилио и Алфредо във войната Буроло, както и Андрате, успяват да върнат радостта и спокойствието на семейството.

### Религиозна архитектура

#### Енорийска църква „Св. св. Петър и Павел“
Църквата (Chiesa parrocchiale dei Santi Pietri e Paolo) има елегантната барокова фасада, до която се стига по живописно каменно стълбище от XIX век. Реконструирана е през 1716 г. по нареждане на граф Чеверис на мястото на предходна енорийска църква от 1193 г. На главната фасада е имало невероятни стенописи, поизбледнели в днешно време. През 1745 г. започва изграждането на сегашната камбанария, чиито камбани са отлети между 1749 и 1752 г.

#### Параклис „Света Мария Магдалена“
Параклисът на Света Мария Магдалена (Cappella della Maddalena) е романска църква, вероятно е построена през XI век. Ннамира се по маршрута на поклонническия път Виа Франчиджена. Тя е преустройвана през следващите векове, а покривът ѝ е реконструиран през 2013 г. Има три части: главна еднокорабна сграда, помещение вдясно, понастоящем използвано за сакристия и камбанария, свързана с църквата и сакристията чрез стена. Ниска стена очертава малък двор пред сградата. Кръглата апсида е обърната към долината. Камбанарията с правоъгълна форма се намира в южната страна, до фасадата и е в косо положение по отношение на църквата, за да следва формата на скалата. Реставрирана е през 1848 г., както сочи датата на пиластъра горе вдясно. В сакристията има стенопис от ок. 1430 г., приписван на художника Доменико дела Марка, представляващ Иисус Христос на кръста между две светици, като тази вляво вероятно е Мария Магдалена. На северната външна стена на църквата е зазидана късноримска надгробна плоча и по кръстовете върху ѝ може да се заключи, че е била използвана за олтарна маса. Надписът носи датата „година 440, заверена от консулството на Валентиниан Август и на [Флавий] Анатолий“, и името на „преговарящия Василий от викус Атарка (вероятно в Сирия)“.

#### Параклис на граф Чеверис
Параклисът (Cappella del Conte Ceveris) се намира в днешния Манастир на сестрите на Непорочното зачатие от Ивреа, бивш Долен замък. Посветен е на св. Марк и св. Антоний Падуански.

#### Параклис на Малката Мадона /на Лозите
Строежът на параклиса (Cappella della Madonnina o delle Vigne) започва през 1675 г. и завършва през 1739 г. с изграждането на сакристията, дело на скулптора Бернино. Построен е върху оброчен стълб от 1504 г., издигнат от кавалер Аяца по време на Обсадата на Ивреа.

#### Параклис „Св. Рох“
Параклисът (Cappella di S. Rocco) е построен при епидемията от чума, поразила цялата общност през XV век.

#### Параклис „Ровинела“ или „Сорето Викарио“
Параклисът (Cappella della Rovinella o Soreto Vicario) е посветен на Свети Лудвиг и е построен през 1728 г. от граф Рамбауди.

#### Параклис „Св. Мария на Броеницата“
Параклисът (S. Maria del Rosario) е в район Кашина Гранда.

#### Параклис „Св. Викентий“
Параклисът (Cappella di S. Vincenzo) е построен през 1838 г. близо до седалището на старата Детска градина за самотни майки.

#### Оброчни стълбове
- Оброчен стълб „Гайо“ (Pilone votivo del Gaio), изрисуван от Франческо Тозо от Монграндо през 1851 г.
- Оброчен стълб „Сери“ (Pilone votivo del Seri), на ул. „Мерлина“, реставриран през 1928 г.
- Оброчен стълб на Долината (Pilone votivo della Valle): избледнелите древни стенописи са нарисувани отново от художника Джовани Мантоан
- Оброчен стълб „Крота“ (Pilone votivo Crotta), с избледнели стенописи от 1862 г.
- Оброчен стълб „Джарина“ (Pilone votivo della Giarina), издигнат през 1745 г. при епидемия, засегнала целия регион и Долината на Аоста, и унищожила добитъка. В руини.

#### Религиозни стенописи
- Стенопис от 1526 г. със Св. Рох и мъченическата смърт на Св. Себастиан. На ул. ;Гарибалди дел Якобиноː
- Стенопис от 1818 г. с Коронацията на Мадоната, на същата улица
- Стенопис от 16 век със Св. Рох, Мадоната с Младенеца и мъченическата смърт на св. Себастиан. На ул. „Азило“.[12]

## Събития
- Карнавал на Буроло (Carnevale di Burolo) – в периода февруари – март;
- Про Локо празнуват (Pro Loco in festa) – май, празник на Pro loco – местни асоциации, родени с цел насърчаване и развитие на територията. През 2019 г. е 12-ото му издание;
- Патронен празник (Festa Patronale) – посветен на Св. Св. Петър и Павел, на 29 юни.

## Култура и образование

### Музеи, библиотеки, театри, кина и културни центрове
- Градска библиотека (Biblioteca Civica)
- Про Локо Буроло (Pro Loco Burolo)
- Културна асоциация „Ил Пунто“ (Associazione Il Punto[13])
- Културна асоциация „Ил Тимбро“ (Associazione Culturale il Timbro[14])
- Част от Екологичния музей на Мореновия амфитеатър на Ивреа (Ecomuseo AMI[15])
- Кината и театрите са в Ивреа

### Религиозни центрове
- Католическа енорийска църква на Св. Св. Петър и Павел (Chiesa parrocchiale dei Santi Pietri e Paolo)
- Католически параклис на Св. Мария Магдалена (Cappella di Santa Maria Maddalena)
- Католически параклис на Св. Рох и Св. Себастиян (Cappella di San Rocco e San Sebastiano)
- Католически параклис на Граф Чеверис (Cappella del Conte Ceveris)
- Католически параклис на Малката Мадона (Cappella della Madonnina)
- Католически параклис на Ровинела (Cappella della Rovinella)
- Католически параклис на Св. Мария на Броеницата (Cappella di Santa Maria del Rosario)
- Католически параклис на Св. Викентий (Cappella di S. Vincenzo)
- Различни оброчни стълбове (Piloni votivi)

### Образование
- Една държавна детска градина
- Едно държавно средно училище от първа степен (от 6-и до 8-и клас вкл.).
- Началните училища (от 5 до 11 г.) са в Боленго, Кашинете д'Ивреа, Киаверано и Дзубиена.
- Техникумите и лицеите са в град Ивреа.

## Транспорт
- Първостепенен междуградски път SS № 228 на езерото Вивероне, на 1 км;
- Автомагистралата А5 Торино-Аоста с достъп от място за такса на Ивреа, на 8 км;
- ЖП гара, разположена на линията Кивасо-Аоста, в град Ивреа, на 5 км;
- Въздушната връзка за вътрешни и международни полети се осигурява от летище Торино Казеле, на 54 км; за директни междуконтинентални линии се използва летище Милано Малпенса, на 95 км;
- Пристанище – в Генуа, на 176 км;
- Междуградски автобусни линии: Джи Ти Ти (GTT Архив на оригинала от 2020-02-05 в Wayback Machine.): 154 Сант'Анна-Боленго-Белависта (линия 1); 155 Буроло/Киаверано – Самоне (линии 2 и 2 sb); 358 Ивреа-Пивероне-Каваля.

## Спорт
- Тенис корт (Campo di tennis)
- Поле за петанк (Campo bocce)
- Футболно поле (Campo calcio)
- Танцувално училище Crazy dance Accademy[16]
- Боксьорско училище X 1 Boxing – Team Molon[17]
- Асоциация Етуал (Etoile A.S.D.[18]) – гимнастика, художествена и спортна гимнастика, пилатес и др.
- Спортен център „Л'Арко“ (L'Arco Centro Sportivo)
- Школа за източни бойни изкуства „Jiao Long“[19]